# 科伊索帕卡納山
13°20′0″S 73°3′0″W / 13.33333°S 73.05000°W
科伊索帕卡納山（Coisopacana），是秘魯的山峰，位於該國南部庫斯科大區的拉孔本西翁省，處於普馬西柳山西南面，屬於安第斯山脈中維爾卡潘帕山脈的一部分，海拔高度約5,176米。